# Rinkaby distrikt, Närke
Rinkaby distrikt är från 2016 ett distrikt i Örebro kommun och Örebro län.
Distriktet ligger öster om Örebro.

## Tidigare administrativ tillhörighet
Distriktet inrättades 2016 och utgörs av socknen Rinkaby i Örebro kommun.
Området motsvarar den omfattning Rinkaby församling hade vid årsskiftet 1999/2000.